# 圣贝尼涅
圣贝尼涅（法語：Saint-Bénigne，法語發音：[sɛ̃ beniɲ]）是法国东部安省的一个市镇，属于布雷斯地区布尔格区。

## 地理
圣贝尼涅（46°26'41"N, 4°57'38"E）面积16.49 平方千米，位于法国奥弗涅-罗讷-阿尔卑斯大区安省，该省份为法国东部省份，北起汝拉省，西北接索恩-卢瓦尔省，西接罗讷省和里昂大都会，南至伊泽尔省，东与萨瓦省、上萨瓦省和瑞士接壤。
与圣贝尼涅接壤的市镇（或旧市镇、城区）包括：阿尔比尼、雷苏兹河畔沙瓦讷、戈尔沃、蓬德沃、雷苏兹河畔圣艾蒂安、蒙贝莱、于希济。

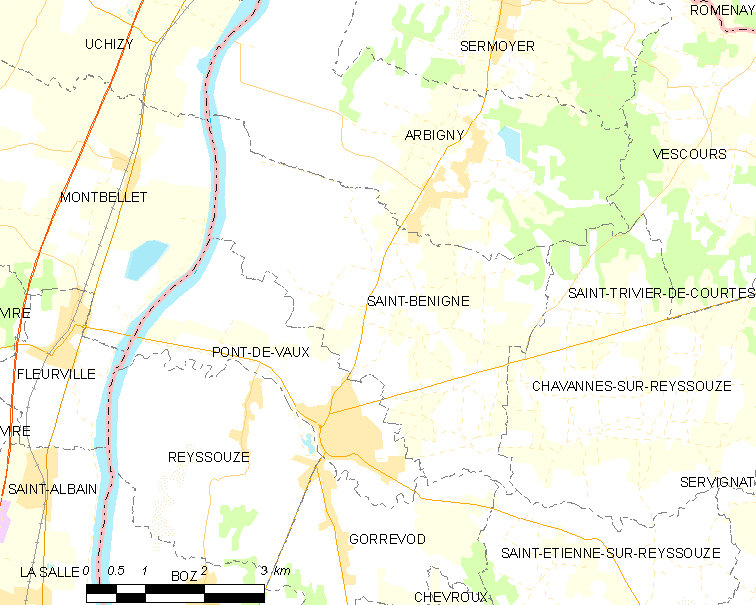
圣贝尼涅的OSM定位图

圣贝尼涅的时区为UTC+01:00、UTC+02:00（夏令时）。

## 行政
圣贝尼涅的邮政编码为01190，INSEE市镇编码为01337。

## 政治
圣贝尼涅所属的省级选区为勒普隆日县。

## 人口

1962-2008年间圣贝尼涅人口变化图示

圣贝尼涅于2022年1月1日时的人口数量为1351人。